# Астурія
Асту́рія (аст. і ісп. Asturies) — історико-культурний регіон в Європі, на півночі Піренейського півострова. Назва походить від античного кельтського народу астурів. У середньовіччі був центром Астурійського королівства, на основі якого постала Іспанська монархія. З 1982 року автономія у складі Іспанії — князі́вство Асту́рія (ісп. Principado de Asturias), що збігається із іспанською провінцією Астурія. На заході межує з Галісією, на півдні — з Кастилією-і-Леоном, на сході — з Кантабрією; на півночі омивається Атлантичним океаном, водами Біскайської затоки. Адміністративний центр — місто Ов'єдо; найбільше місто — Хіхон. Площа — 10604 км². Населення — близько 1 млн осіб (2021). Офіційні мови — іспанська та астурійська. Панівна релігія — католицизм.

## Географія
Астурія розташована на північних схилах Кантабрійських гір. Клімат морський, м'який, зі значною кількістю опадів (до 2 000 мм). Невеликі гірські річки. В горах дубові та букові ліси, що переходять в альпійські луки.

## Адміністративний устрій
Астурія адміністративно поділяється на 78 муніципалітетів (місцева назва ісп. concejos).

## Історія
З I століття до н. е. Астурія була під владою Риму, з середини VI століття була частиною Вестготського королівства. З 718 року постало Астурійське королівство (із столицею спочатку в місті Правії, з 791 року — в Ов'єдо), центр Реконкісти — боротьби з арабськими завойовниками на Піренейському півострові. У 910 року астурійці перенесли свою столицю до Леону; відтак назва королівства змінилася на Леонське королівство. З 1230 року перебувала у складі Кастильського королівства, згодом Іспанії. З кінця XIX століття Астурія — один з найбільш розвинутих промислових районів Іспанії. Двічі (1931, 1934) повсталі робітники Астурії проголошували республіку. 1936—39 і пізніше Астурія — район боротьби проти фашизму.

## Господарство
Астурія — індустріально-аграрна область з розвинутою гірничою промисловістю (до 70% вуглевидобутку Іспанії). Металургійні заводи (М'єрес, Хіхон, Ла-Фельгера) працюють на астурійському кам'яному вугіллі і залізній руді Країни Басків. В Ов'єдо і навколо нього розташовані підприємства машинобудування, хімічної промисловості, військові заводи. Розвинута також текстильна, шкіряна, тютюнова промисловість. В сільському господарстві переважає дрібне селянське землеволодіння. Посіви кукурудзи, картоплі, кормових культур і плодівництво. Тваринництво м'ясо-молочного напряму. Рибальство.

## Освіта
В Астурії працює Ов'єдоський університет, єдиний вищий заклад регіону.